# 全国战殁者追悼式

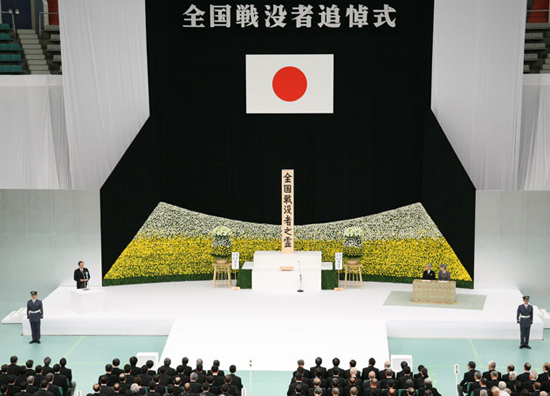
2008年全国战殁者追悼式会场。

全国战殁者追悼式（日语：／ Zenkoku senbotsu-sha tsuitō-shiki）是日本政府为纪念在第二次世界大战中死去的日本人而每年举行的非宗教性质纪念仪式。

## 概况
1952年4月8日，日本内阁通过决议，决定举行“全国战殁者追悼式”。最初的全国战殁者追悼式并非每年举行，举办场所也不固定。以下为前四次全国战殁者追悼式的举办时间和地点：
| 次数 | 时间          | 地点             |
| ---- | ------------- | ---------------- |
| 1    | 1952年5月2日  | 新宿御苑         |
| 2    | 1959年3月28日 | 千鸟渊战殁者墓苑 |
| 3    | 1963年8月15日 | 日比谷公会堂     |
| 4    | 1964年8月15日 | 靖国神社         |

1963年开始，追悼式定为每年8月15日举行；1965年起，举办地点固定在日本武道馆。
全国战殁者追悼式的悼念对象为死于二战战场的旧日本军军人及军属约230万人，以及死于盟军对日本的空袭和原子弹爆炸的约80万普通市民。仪式由日本厚生劳动省社會・援護局主办，每年8月15日11时51分举行，历时约一小时。出席仪式的有日本天皇及皇后、内阁总理大臣（首相）、众议院议长、参议院议长、最高裁判所长官、各政党代表、各都道府县知事及议长，另外，死者遗属及工会、工商业、新闻界等代表也会受邀列席。另外，举办仪式当天，日本各政府机关及国立设施会下半旗。

## 仪式流程
以下流程自1981年起沿用至今：
1. 开幕
2. 天皇及皇后入场
3. 齐唱国歌
4. 首相致辞
5. 正午12时，报时，默哀（1分钟）
6. 天皇致辞
7. 众议院议长、参议院议长、最高裁判所长官及遗属代表致辞
8. 天皇及皇后退场
9. 献花
10. 闭幕

正午12:00默哀开始时，现场会有报时音提示，这一报时音是由NHK提供。

## 争议
由于日本政府未就“战殁者”中是否包含战犯进行说明，引发部分人士的质疑。另外，曾受日本侵略的亚洲各国也对日本政要在追悼式上的发言予以关注。